# Georg Buchwald

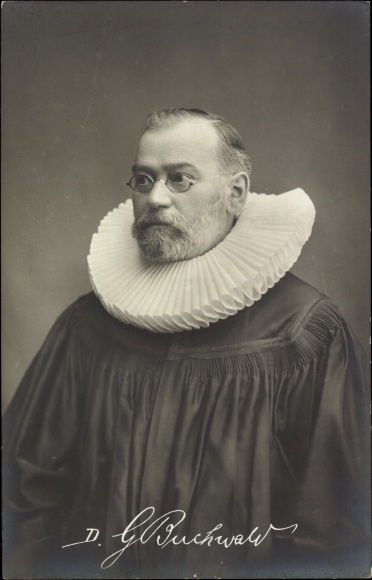
Georg Buchwald, 190.8

Georg Apollo Buchwald, född den 16 juli 1859 i Grossenhain, död den 18 februari 1947 i Rochlitz, var en tysk evangelisk teolog.
Buchwald blev 1883 lärare vid gymnasiet i staden Zwickau, i vars arkiv han gjorde en rad viktiga fynd, särskilt till Martin Luthers historia. År 1892 kom han som diakon till Leipzig, där han 1896 blev pastor vid Michaeliskirche. Hans forskningar skaffade honom både filosofie och teologie doktorsvärdighet. Bland mängden av hans arbeten kan nämnas Luther und die Juden (1881), Ungedruckte Predigten Luthers (1884, 1888 - 2:a upplagan 1890 - och 1905); utgivningen av Luthers Werke fur das christliche Haus. Enstehung des katechismus Luthers (1894), Melanchthon (1896; 4:e upplagan 1897), Die evangelische Kirche im Jahrhundert der Reformation (1901; 12:e upplagan 1912) och Doktor Martin Luther (1901; 2:a upplagan 1914), som på sin tid ansågs vara den bästa populära tyska Lutherbiografin.